# Аркур, Анри де Лоррен
Анри Лотарингский, граф д’Аркур и Арманьяк, виконт де Марсан (фр. Henri de Lorraine-Harcourt; 20 марта 1601 — 25 июля 1666) — великий конюший Франции, участник войны за мантуанское наследство, Тридцатилетней войны и Фронды. За свою жемчужную серьгу прозван Cadet la Perle.

## Биография
Представитель младшей ветви Лотарингского дома, младший (второй) сын Карла Лотарингского (1556—1605), 3-го маркиза д’Эльбёфа (1566—1582), 1-го герцога д’Эльбёфа (1582—1605), графа д’Аркура (1566—1605), и Маргариты де Шабот (1565—1652), дочери Леонора Шабота, графа де Шарни, и Франсуазы де Лонгви.

## Военная карьера
В 1620 году участвовал волонтёром в сражении при Белой Горе, затем отличился при осаде Сен-Жан-д’Анжели, Монтобана и Ла-Рошели, и штурме Сузы (1629).
В 1637—1638 годах удачно действовал против испанцев в Средиземном море (перед Ментоном овладел Леринскими островами у побережья Канн) и в 1639 году был назначен главнокомандующим в Пьемонте, причем, имея значительно слабейшие силы, разбил войска маркиза Леганеса при Киари и принудил испанцев снять осаду Казале (1640). «Если бы я был королём Франции», писал ему Леганес после Киари, «я приказал бы отрубить голову графу Аркуру за то, что он рискнул на сражение против армии более сильной, чем его». — «А если бы я был королём Испании — отвечал ему Аркур. — я приказал бы отрубить голову маркизу Леганесу за то, что он допустил разбить себя армии более слабой, чем его».
Аркур встретился снова с Леганесом при осаде Турина. Прибыв с армией, чтобы заставить герцога Савойского снять осаду Турина, Аркур был сам осажден Леганесом, подошедшим с испанской армией из Милана. Положение Аркура было очень трудным, но он разбил порознь обе неприятельские армии.
Победа при Иври и взятие Кони (Кунео) (1641) ещё более увеличили славу д’Аркура. В 1645 году он разбил испанцев при их переходе через Сегуру; в следующем году действия его были не столь удачны, и маркиз Леганес заставил Аркура снять осаду Лериды, отбив обозы и пушки.
В 1649 году, приняв главное начальство над армией в Нидерландах, Аркур одержал победу при Валансьенне и овладел крепостями Конде и Мобёжем.
Во время войн Фронды Аркур был надежнейшею опорою двора, но в 1653 году, поссорившись с кардиналом Мазарини, перешёл в лагерь принцев и одержал несколько побед в Эльзасе. Впоследствии, однако, он примирился с двором.
Умер в 1666 году в аббатстве Ройомон, где над его могилой поставлен мраморный памятник работы Куазево. Собственноручные записки д'Аркура хранятся в Национальной библиотеке в Париже.

## Семья и дети
В феврале 1639 года женился на Маргарите-Филиппе дю Камбу (1622—1674), в браке с которой имел шесть детей:
- Арманда Генриетта Лотарингская (1640—1684), аббатиса в Суассоне
- Луи Лотарингский (1641—1718), граф д’Арманьяк, де Шарни и де Брионн
- Филипп Лотарингский (1643—1702), шевалье де Лоррен
- Альфонс Луи (1644—1689), аббат Ройомона
- Раймонд Беренжер (1647—1686), аббат Фарон де Мо
- Шарль (1648—1708), виконт, затем граф де Марсан